# Lee Dong-soo
Lee Dong-soo (n. 7 iunie 1974, Seul, Coreea de Sud) este un jucător de badminton ce a reprezentat Coreea de Sud, medaliat olimpic. A participat la 2 ediții ale Jocurilor Olimpice (2000, 2004) în care a câștigat două medalii de argint.